# چکوتاه (اکلاهما)
چکوتاه(به انگلیسی: Checotah) شهری در ایالت اکلاهما کشور ایالات متحده آمریکا است که جمعیت آن در سرشماری سال ۲۰۱۰ میلادی، ۳٬۳۳۵ نفر بوده‌است.